# (634) Уте
(634) Уте (нем. Ute) — астероид главного пояса, который относится к спектральному классу X.
Открыт 12 мая 1907 года немецким астрономом Августом Копффом в Гейдельбергской обсерватории. В 2008 году астроном Rene Roy показал, что синодический период обращения равен примерно 11, 7554 часа.
Первоначально обозначалось 1907 ZN. Современное название дано по имени подруги первооткрывателя.

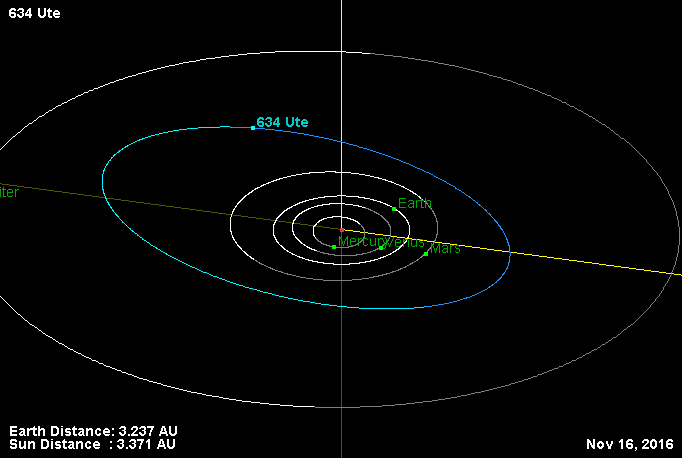
Орбита астероида Уте и его положение в Солнечной системе